# Šachdara
Šachdara, Jižní Šachdara nebo také Džaušangoz (rusky Шахдара, Южная Шахдара nebo Джаушангоз ) je řeka v Tádžikistánu (Horní Badachšán). Je 142 km dlouhá. Povodí má rozlohu 4180 km².

## Průběh toku
Ústí zleva do Guntu (povodí Amudarji).

## Vodní režim
Zdrojem vody jsou sníh a ledovce. Ke zvýšení hladiny dochází v červenci. Průměrný průtok vody činí 35,2 m³/s.

## Využití
Využívá se na zavlažování.